# Chrysoperla pallida
Chrysoperla pallida är en insektsart som beskrevs av Henry et al. 2002. Chrysoperla pallida ingår i släktet Chrysoperla och familjen guldögonsländor. Inga underarter finns listade i Catalogue of Life.